# Möckern
Möckern ist eine Stadt im Landkreis Jerichower Land in Sachsen-Anhalt.

## Geografie
Die Stadt liegt im Westfläming. Die Landeshauptstadt Magdeburg liegt wenige Kilometer in westlicher Richtung entfernt, die Kreisstadt Burg grenzt im Norden an das Gemeindegebiet. Durch die Stadt fließt der Elbe-Nebenfluss Ehle, und im Osten erstreckt sich ein etwa 50 km² großes Kiefernwaldgebiet. Die höchste Erhebung ist mit 127 m ü. NHN der Jerusalemberg auf dem Truppenübungsplatz Altengrabow. Möckern steht auf Platz vier in der Liste der flächengrößten Gemeinden Deutschlands nach Berlin, Hamburg und Gardelegen und hat mit gut 525 km² etwa ein Fünftel der Fläche des Saarlands.

### Gemeindegliederung
Möckern ist eine Einheitsgemeinde und besteht aus 50 Ortsteilen, die auf 27 Ortschaften aufgeteilt sind. Die Zusammenfassung der Ortsteile zu Ortschaften erfolgte nach den früheren Gemeindestrukturen.
Hinzu kommen die in nachfolgender Tabelle außerdem aufgeführten Siedlungen und Wüstungen, die zum jeweils vorgenannten Ortsteil gehören.
| Ortschaft    | Ortsteil     | Siedlungen der Ortsteile | Wüstungen  |
| ------------ | ------------ | ------------------------ | ---------- |
| Büden        | Büden        |                          |            |
| Dörnitz      | Dörnitz      | Kupferhammer             |            |
| Dörnitz      | Altengrabow  |                          | Gloine     |
| Dörnitz      | Altengrabow  | Klitsche                 |            |
| Dörnitz      | Altengrabow  | Thümermark               |            |
| Drewitz      | Drewitz      |                          |            |
| Friedensau   | Friedensau   |                          | Wusten     |
| Grabow       | Grabow       | Am Fenn                  |            |
| Grabow       | Grabow       | Grille                   | Polzuhn    |
| Grabow       | Grabow       | Hainichte                |            |
| Grabow       | Grünthal     |                          |            |
| Grabow       | Kähnert      | Forsthaus Kähnert        |            |
| Grabow       | Ziegelsdorf  |                          |            |
| Hobeck       | Göbel        |                          |            |
| Hobeck       | Hobeck       |                          |            |
| Hobeck       | Klepps       | Ziegelei Klepps          |            |
| Hohenziatz   | Hohenziatz   |                          |            |
| Hohenziatz   | Lüttgenziatz |                          |            |
| Krüssau      | Brandenstein |                          |            |
| Krüssau      | Krüssau      |                          |            |
| Küsel        | Küsel        |                          |            |
| Stadt Loburg | Bomsdorf     | Eckebusch                | Heidesegen |
| Stadt Loburg | Loburg       | Diesingshof              | Gröden     |
| Stadt Loburg | Loburg       | Diesingshof              | Güssen     |
| Stadt Loburg | Loburg       | Padegrim                 | Küpel      |
| Stadt Loburg | Rottenau     |                          | Möckernitz |
| Stadt Loburg | Wahl         |                          | Zumitz     |
| Lübars       | Glienicke    |                          |            |
| Lübars       | Klein Lübars |                          |            |
| Lübars       | Lübars       |                          |            |
| Lübars       | Riesdorf     |                          |            |

| Ortschaft        | Ortsteil         | Siedlungen der Ortsteile | Wüstungen  |
| ---------------- | ---------------- | ------------------------ | ---------- |
| Magdeburgerforth | Magdeburgerforth |                          |            |
| Stadt Möckern    | Lütnitz          |                          |            |
| Stadt Möckern    | Möckern          | Grätzer Hof              | Gesow      |
| Stadt Möckern    | Möckern          | Grätzer Hof              | Bredewitz  |
| Stadt Möckern    | Möckern          | Lochow                   | Kallow     |
| Stadt Möckern    | Möckern          | Lühe                     | Roskow     |
| Stadt Möckern    | Pabsdorf         |                          | Kahme      |
| Reesdorf         | Reesdorf         | Buschhäuser              |            |
| Reesdorf         | Reesdorf         | Waldhof                  |            |
| Rietzel          | Rietzel          |                          |            |
| Rosian           | Rosian           |                          |            |
| Rosian           | Isterbies        |                          |            |
| Schweinitz       | Schweinitz       | Schweinitzer Hütten      |            |
| Stegelitz        | Stegelitz        |                          | Radersdorf |
| Stegelitz        | Stegelitz        | Zugberg                  |            |
| Stresow          | Stresow          |                          |            |
| Theeßen          | Räckendorf       |                          | Nyblitz    |
| Theeßen          | Räckendorf       | Spühlkrug                |            |
| Theeßen          | Theeßen          | Birkenbusch              | Portez     |
| Theeßen          | Theeßen          | Waldsiedlung             |            |
| Tryppehna        | Tryppehna        |                          | Degenitz   |
| Tryppehna        | Tryppehna        | Parschwinkel             |            |
| Wallwitz         | Wallwitz         |                          |            |
| Wörmlitz         | Wörmlitz         |                          | Schröps    |
| Wörmlitz         | Wörmlitz         | Swinow                   |            |
| Wüstenjerichow   | Wüstenjerichow   | Waldrogäsen              |            |
| Zeddenick        | Zeddenick        |                          | Ginow      |
| Zeddenick        | Zeddenick        | Pamelitz                 |            |
| Zeppernick       | Brietzke         |                          |            |
| Zeppernick       | Dalchau          |                          |            |
| Zeppernick       | Kalitz           |                          |            |
| Zeppernick       | Wendgräben       |                          |            |
| Zeppernick       | Zeppernick       |                          |            |
| Ziepel           | Kampf            |                          |            |
| Ziepel           | Landhaus         |                          |            |
| Ziepel           | Ziepel           |                          | Dudendorf  |

Bis zum Inkrafttreten eines Staatsvertrags über die Änderung der gemeinsamen Landesgrenze zwischen Sachsen-Anhalt und Brandenburg im Oktober 2024 lagen fünf kleine Enklaven, die zu den brandenburgischen Gemeinden Buckautal und Ziesar im Landkreis Potsdam-Mittelmark gehörten, im Stadtgebiet Möckerns, und umgekehrt gab es eine Exklave, die zu Möckern gehörte, in Ziesars Stadtgebiet.

## Geschichte
Die Slawen nannten den Ort, aus dem sich später Möckern entwickelte, „Mokrianici“ – feuchter Ort –, denn die Ehle bildete zu dieser Zeit hier ein ausgedehntes Sumpfgebiet. Es wird vermutet, dass die Siedlung schon zum Ende des 9. Jahrhunderts unter deutschem Einfluss stand; sicher ist, dass sie Mitte des 10. Jahrhunderts ein deutscher Burgward war. Als solche wurde sie mit einer Urkunde von König Otto I. aus dem Jahre 948 zur Zehntleistung an das Magdeburger Moritzkloster verpflichtet. Diese Urkunde gilt als Ersterwähnung des Ortes. Zu dieser Zeit wurde auch anstelle der alten slawischen Anlage eine Burg errichtet, deren Bergfried noch heute Teil des Möckeraner Schlosses ist. Sie diente als Vorposten dem Schutz Magdeburgs und sicherte zugleich die wichtigen Straßen nach Brandenburg und Zerbst. 955 soll Otto I. nach seinem Sieg über die Ungarn am 10. August des Jahres (Tag des Heiligen Laurentius) die Pfarrkirche gestiftet haben, die seither den Namen des Heiligen trägt. Im 11. Jahrhundert erhielt Möckern eine Stadtbefestigung (seit dem 12. Jahrhundert aus Feldsteinen), die mit drei Toren ausgestattet wurde. Es ist nachgewiesen, dass Möckern bereits im Jahre 1373 das Stadtrecht besaß.
Die Herrschaftsfolge in Möckern war über mehrere Jahrhunderte hindurch vielfältig und kompliziert. Im 12. Jahrhundert übten die Brandenburger Markgrafen die Herrschaftsrechte aus, doch Markgraf Otto II. überließ sie 1196 dem Erzbistum Magdeburg. Spätestens im 14. Jahrhundert gelangte Möckern in den Besitz des Stifts Quedlinburg, das die Grafen von Arnstein mit der Stadt als Rittergut belehnten. 1376 gab das Stift seine Rechte wieder an Brandenburg ab. Danach wurde Möckern mehrfach verpfändet, u. a. an die Familie von Alvensleben oder das Erzbistum Magdeburg. Nach mehreren Prozessen verzichtete der brandenburgische Kurfürst 1472 zugunsten des Erzbistums auf seine Lehnshoheit. Das Lehen ging an die Grafen von Lindow-Ruppin, die es bis zu ihrem Aussterben 1524 besaßen. 1710 ging der Besitz an Christian Wilhelm von Münchhausen über, 1742 an die Freiherren vom Hagen, deren Patrimonialrechte 1849 aufgehoben und die 1945 durch die Bodenreform enteignet wurden.

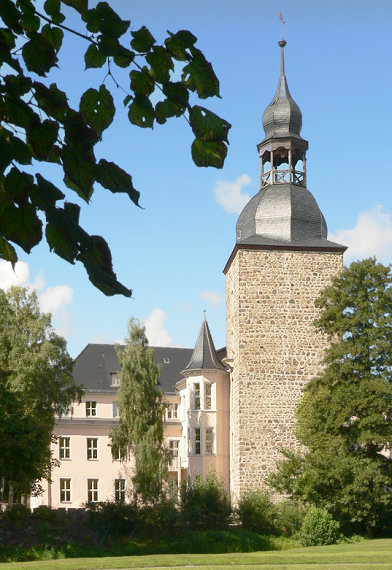
Schloss Möckern

Infolge der Besetzung durch den Herzog Franz Karl von Lauenburg während des Dreißigjährigen Krieges im Jahre 1626 und durch einen Großbrand 1688 wurden schwere Schäden in der Stadt angerichtet. Seit 1680 gehörte die Stadt zum brandenburg-preußischen Herzogtum Magdeburg und lag im damaligen Jerichower Kreis. 1700 errichtete man ein neues Rathaus. Im Jahre 1715 ließ sich von Münchhausen als Ersatz für die alte Burg ein neues Schloss bauen, das auf Veranlassung seines Nachfolgers Graf Wilhelm vom Hagen 1840 nach dessen Vorstellungen umgebaut wurde.
Am 5. April 1813 fanden südlich von Möckern schwere Gefechte zwischen den verbündeten preußisch-russischen Truppen und der französischen Armee statt, die mit einer Niederlage für die Franzosen endeten und den erfolgreichen Auftakt des Befreiungskrieges gegen Napoléon bildete. Das Ereignis ist als das Gefecht bei Möckern in die Geschichte eingegangen.
Nach dem endgültigen Sieg Preußens ordnete das Königreich seine Kreisverwaltung neu. So kam Möckern 1816 in den neu gebildeten Kreis Jerichow I mit der Kreisstadt Burg. Hatte der Ort bisher einen Charakter als Ackerbürgerstadt mit Brauereien und Krammärkten, so wandelte sich die Infrastruktur durch die 1892 eröffnete Bahnstrecke Magdeburg–Loburg mit der Ansiedelung von Sägewerken, einer Dampfmühle und einer Stärkefabrik merklich. Ebenfalls 1892 wurde mit Unterstützung der Feuersozietät eine militärisch organisierte Feuerwehr errichtet. 1895 wurde das bisherige Rathaus durch einen dreigeschossigen Neubau im Renaissancestil ersetzt. Am Ende des 19. Jahrhunderts hatte Möckern über 1700 Einwohner.
Der relative Wohlstand der Stadt wurde auch durch die private Bautätigkeit sichtbar, die bereits in der zweiten Hälfte des 19. Jahrhunderts begann und bis zum Beginn des Ersten Weltkriegs andauerte. In dieser Zeit entstanden im Westteil eine Reihe neuer Straßenzüge, die zum Teil mit Häusern im Jugendstil bebaut wurden. Am 5. Mai 1945 wurde Möckern von der Roten Armee besetzt. Daraufhin nahmen sich 42 Einwohner das Leben.
Nach dem Ende des Zweiten Weltkriegs wurden die Grafen vom Hagen durch die von der sowjetischen Besatzungsmacht angeordneten Bodenreform enteignet und verloren dadurch auch ihr Möckeraner Schloss. Hier wurde eine Filiale des Staatsarchivs Magdeburg untergebracht. Mit der DDR-Gebietsreform von 1952 kam Möckern zunächst in den Kreis Loburg, am 20. Juni 1957 in den Kreis Burg. In den 1960er Jahren wurde der Geflügelmastbetrieb Kombinat Industrielle Mast (KIM) eingerichtet, der sich zu den größten seiner Art in der DDR entwickelte. Dieser firmierte ab den 1980er Jahren als Kombinatsbetrieb VEB Broiler- und Frischeierproduktion Möckern des Kombinats Industrielle Tierproduktion. 1964 lebten 2904 Menschen in Möckern.
Das KIM wurde nach der deutschen Wiedervereinigung vom Wiesenhof-Konzern übernommen, der damit 400 Arbeitsplätze für die Stadt sicherte. Als ein weiterer wichtiger Arbeitgeber stellt eine Firma Laminatfußböden her, die in ganz Europa verkauft werden. Arbeitsplätze schuf auch die alte Gutsherrenfamilie Graf vom Hagen, die 1991 in ihre Heimat zurückkehren und ihr ehemaliges Gut zurückkaufen konnte. Im Schloss, das weiterhin im kommunalen Besitz blieb, wurde nach dem Auszug des Staatsarchivs 1998 die Grundschule von Möckern untergebracht. Seit 1991 war Möckern Sitz einer Verwaltungsgemeinschaft, anfangs Sitz der Verwaltungsgemeinschaft Möckern, dann ab dem 1. Januar 2005 der Verwaltungsgemeinschaft Möckern-Fläming und seit dem 1. Juli 2007 der Verwaltungsgemeinschaft Möckern-Loburg-Fläming, die zum 1. September 2010 aufgelöst wurde, aber zum 31. August 2011 durch die Ausgliederung des Ortes Schopsdorf aus der Stadt Möckern – diesmal mit zwei Gemeinden – wiedererrichtet wurde. Ab 2005 wurde im Stadtteil Lochow auf dem Gelände eines fünf Hektar großen ehemaligen Militär-Grundstücks eine Außenstelle der Maßregelvollzugsanstalt Uchtspringe mit 80 Plätzen trotz massiver Proteste der Bevölkerung eingerichtet.
In der Tongrube Möckern wurden von Juni 2005 bis Mai 2006 etwa 170 000 Tonnen Abfall illegal entsorgt. Erst nach fünf Jahren Prozessdauer und 136 Verhandlungstagen verurteilte das  Landgericht Stendal sechs Angeklagte zu Freiheitsstrafen zwischen drei Jahren ohne Bewährung und elf Monaten mit Bewährung. Die Entsorgung kostete 10,3 Millionen Euro des Mülls, da die Betreiberfirma insolvent ging.

### Eingemeindungen
Eingemeindet wurden 1950 Lühe, 2002 vier Gemeinden, 2003 Büden und Ziepel, 2004 Hohenziatz, 2007 Zeppernick, 2008 Theeßen, 2009 elf Gemeinden und 2010 sieben Gemeinden. Die Stadtfläche vergrößerte sich dadurch von 246,28 km² auf 530,19 km². Am 31. August 2011 hob das Verwaltungsgericht Dessau die Eingemeindung von Schopsdorf wegen formaler Fehler wieder auf.

## Bevölkerung
| Jahr | Einwohner |
| ---- | --------- |
| 1990 | 03.158    |
| 2006 | 06.706    |
| 2010 | 14.269    |
| 2015 | 12.980    |
| 2020 | 12.935    |

| Jahr | Einwohner |
| ---- | --------- |
| 2021 | 12.778    |
| 2022 | 12.707    |
| 2023 | 12.684    |
| 2024 | 12.591    |

Stand: 31. Dezember des jeweiligen Jahres (Angaben des Statistischen Landesamtes Sachsen-Anhalt), ab 2011 auf Basis des Zensus 2011, ab 2022 auf Basis des Zensus 2022
Der starke Anstieg der Einwohnerzahl zwischen 2006 und 2010 ist auf Eingemeindungen zurückzuführen.

## Politik

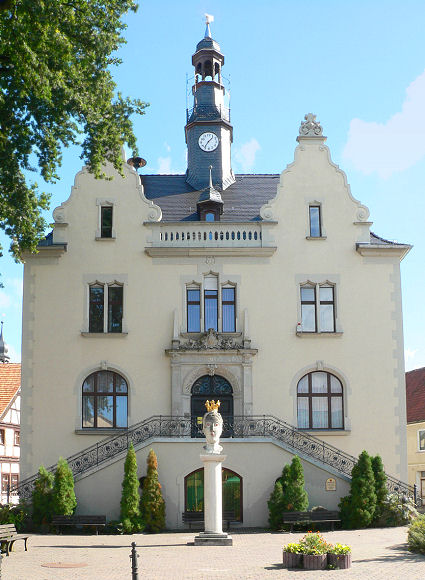
Rathaus von 1895 mit Stele der Stadtgöttin

### Stadtrat
Der Stadtrat von Möckern besteht aus 28 Mitgliedern und dem Bürgermeister. Die Kommunalwahl am 9. Juni 2024 führte bei einer Wahlbeteiligung von 65,9 % zu folgendem Ergebnis:
| Partei / Wählergruppe                           | Stimmenanteil 2019 | Sitze 2019 |        | Stimmenanteil 2024 | Sitze 2024 |
| ----------------------------------------------- | ------------------ | ---------- | ------ | ------------------ | ---------- |
| CDU                                             | 42,8 %             | 12         | 46,8 % | 13                 |            |
| Wählergemeinschaft Fläming                      | 27,3 %             | 08         | 26,9 % | 08                 |            |
| FDP                                             | 07,9 %             | 02         | 07,1 % | 02                 |            |
| Die Linke                                       | 08,2 %             | 02         | 06,2 % | 02                 |            |
| AfD                                             | –                  | –          | 05,1 % | 01                 |            |
| Freie Wählergemeinschaft Friedensau 04 (FWF 04) | 04,8 %             | 02         | 04,9 % | 01                 |            |
| SPD                                             | 04,2 %             | 01         | 02,0 % | 01                 |            |
| Einzelbewerberin Johanna-Izabel Wengersky       | –                  | –          | 00,7 % | –                  |            |
| Bündnis 90/Die Grünen                           | 04,4 %             | 01         | 00,4 % | –                  |            |
| Freie Wählergemeinschaft Endert JL              | 00,3 %             | –          | –      | –                  |            |
| Insgesamt                                       | 100 %              | 28         | 100 %  | 28                 |            |

Die Ortsteile vertreten ihre Interessen durch ihre Ortschaftsräte und jeweils durch ihren Ortsbürgermeister.

### Bürgermeister
- 1990–2008: Udo Rönnecke (CDU)[21]
- 2008–2022: Frank von Holly (CDU)[22]
- seit 2022: Doreen Krüger (Wählergemeinschaft Fläming)

Krüger wurde in der Bürgermeisterstichwahl am 10. April 2022 mit 52,2 % der gültigen Stimmen gewählt. Ihre Amtszeit beträgt sieben Jahre.

### Wappen
Blasonierung: „Geviert von Gold und Rot; Feld 1: eine rote Burg mit drei Zinnentürmen, grünen beknauften Spitzdächern und offenem Tor, darin ein gezogenes Fallgitter, seitlich je ein Erker mit grünem beknauften Spitzdach; Feld 2: eine silberne Burg mit gezinnter schwarzgefugter Mauer, offenem Tor und drei Türmen, auf dem Torturm und den drei Türmen blaue Spitzdächer, aus dem Spitzdach des mittleren erniedrigten Turmes ein goldenes Kreuz; Feld 3: drei fächerartig gestellte goldene Ähren; Feld 4: drei fächerartig gestellte grüne Eichenblätter.“
Im Feld 1 befindet sich das ehemalige Wappen der Stadt Möckern, im zweiten Feld ist das alte Loburger Wappen zu sehen. Die Felder drei und vier stehen für die Wälder und Felder und im Speziellen für den Fläming.

Wappen des Ortsteils Möckern

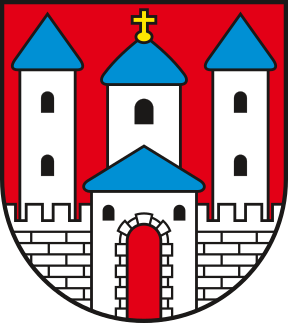
Wappen des Ortsteils Loburg

Das Wappen wurde am 21. Dezember 2009 durch den Landkreis genehmigt. Es wurde vom Kommunalheraldiker Jörg Mantzsch gestaltet.
Wappen des Ortsteiles Möckern:
Blasonierung: „In Gold eine rote Burg mit drei Zinnentürmen mit grünen Spitzdächern und Knäufen und offenem Tore, darin ein gezogenes Fallgitter, seitlich je ein kleiner Erker mit grünem Spitzdach und Knauf.“
Die Symbolik geht auf ein Siegel von 1473 zurück, das die Umschrift „sivitatis * burgesi * van * mockern“ trägt und damit wahrscheinlich Bezug auf die ehemalige Wasserburg nimmt.
Die Blasonierung des zu DDR-Zeiten etablierten Wappens lautete: „In Gold eine fünftürmige rote Burg mit gekehlter Mauer und schwarzer Toröffnung, die Türme – zwei kleine äußere, zwei höhere gezinnte innere sowie ein gezinnter Mittelturm – mit blauen Spitzdächern und goldenen Knäufen.“ Dieses Erscheinungsbild stimmte nicht mit dem durch den Heraldiker Otto Hupp Anfang des vergangenen Jahrhunderts dargestellten Wappen Möckerns überein. Beim neuen Design des Wappens wurde darum die historisch verbürgte Grafik zugrunde gelegt und einem zeitgemäßen Stil der Wappenkunst angepasst.
Im Mai 1995 realisierte der Heraldiker Jörg Mantzsch den Auftrag der Stadtverwaltung, eine Neugestaltung des in Gewohnheitsrecht geführten Wappens durchzuführen, um dieses ins Genehmigungsverfahren zu bringen.

### Flaggen
Die Flagge der Stadt Möckern ist Rot – Gelb (1:1) gestreift (Querform: Streifen waagerecht verlaufend, Längsform: Streifen senkrecht verlaufend) und mittig mit dem Stadtwappen belegt.
Die Flagge des Ortsteiles Möckern ist grün – rot – gelb (1:1:1) gestreift (Querform: Streifen waagerecht verlaufend, Längsform: Streifen senkrecht verlaufend) und mittig mit dem Wappen belegt.

### Städtepartnerschaft

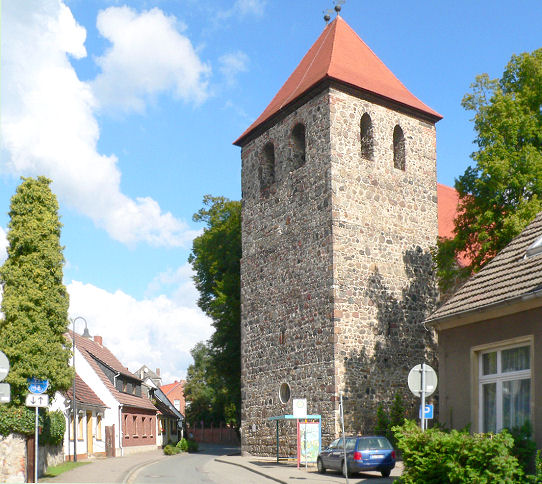
Stadtkirche St. Laurentius

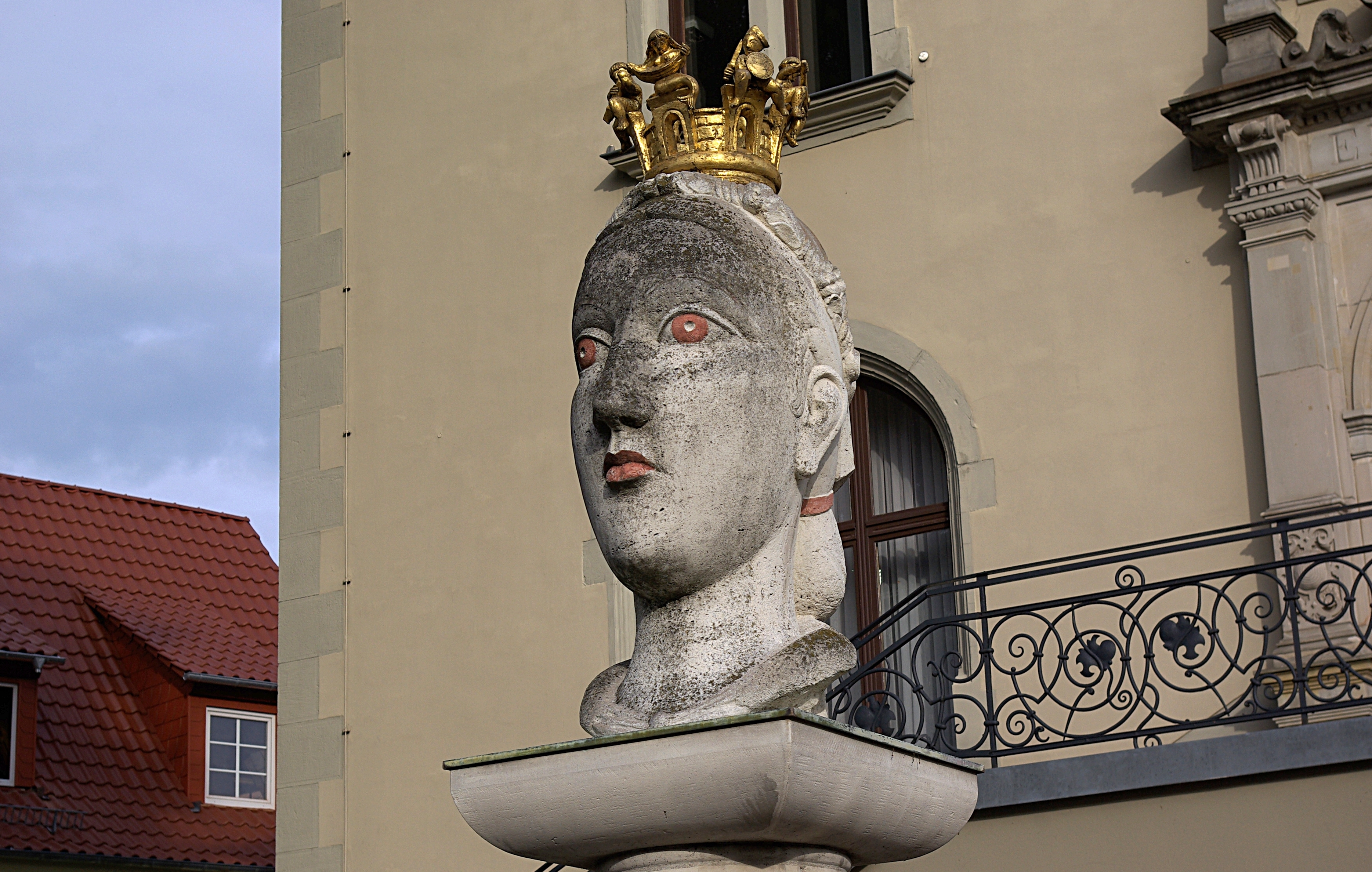
„Stadtgöttin“ von 1995

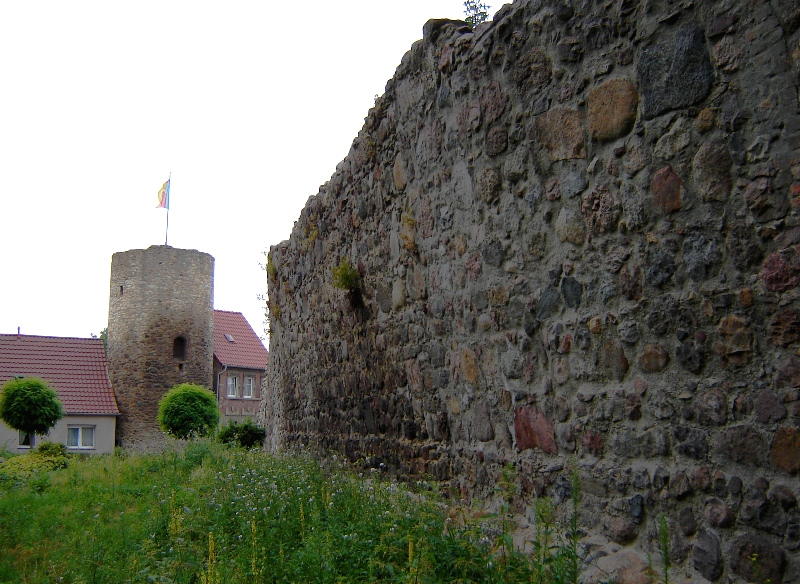
Stadtmauerrest

- Stadt Dassel in Niedersachsen
- Gemeinde Wietze in Niedersachsen[26]

## Sehenswürdigkeiten
Die Kulturdenkmale Möckerns sind in der Liste der Kulturdenkmale in Möckern (Sachsen-Anhalt) eingetragen, die Bodendenkmale in der Liste der Bodendenkmale in Möckern.
Die evangelische St.-Laurentius-Kirche liegt im südlichen Stadtzentrum. Der Ursprungsbau aus dem 10. Jahrhundert bestand zunächst aus Holz und wurde ab dem 13. Jahrhundert mit Feldsteinmaterial umgebaut; neben dem quadratischen Turm entstand ein wesentlich breiteres Kirchenschiff aus dem 15. Jahrhundert und ein schmalerer Altarraum. Im Inneren verdient der 1587 angefertigte Altaraufsatz mit seinen Gemälden Beachtung.
St. Timothei ist die Ruine einer romanischen Feldsteinkirche im Dorf Klein Lübars. Weitere typische Feldsteinkirchen aus der Zeit der Romanik befinden sich in den Ortsteilen.
Östlich des im Stadtzentrum gelegenen Marktplatzes befindet sich das Schloss Möckern. Ältester Bauteil ist der quadratische Bergfried aus dem Mittelalter. Das heutige Schlossgebäude stammt aus dem Jahr 1840 und wurde von dem Rittergutsbesitzer vom Hagen errichtet. Zum Schloss gehört ein Englischer Landschaftspark.
Auf dem Marktplatz vor dem Rathaus steht eine mannshohe Stele, auf der ein gekrönter Frauenkopf thront, „Stadtgöttin“ genannt. Sie wurde 1995 von dem Magdeburger Bildhauer Heinrich Apel geschaffen. In einer Stadtpublikation wird sie wie folgt beschrieben: „Ihre Krone ist eine Stadtmauer mit offenen Toren für Jederfrau und Jedermann, auf deren Zinnen die fleißigen Bürger ihr Handwerk zeigen. Wie der Schalk im Nacken sitzt ihr ein Liebespaar – Darstellung der Jugend und der ständigen Erneuerung des kleinstädtischen Lebens“.
Der Bahnhof Magdeburgerforth im Ortsteil Magdeburgerforth ist ein denkmalgeschützter Museumsbahnhof einer historischen Schmalspurbahn. Von einem Verein wird eine vom Bahnhof ausgehende und in den 1960er Jahren stillgelegte Strecke der Kleinbahnen des Kreises Jerichow I wieder aufgebaut. Ein bereits fertiggestellter Streckenabschnitt wird im Publikumsverkehr befahren.
In der Stadt befindet sich eine Grabstätte nahe der Friedhofskapelle auf dem Ortsfriedhof für den parteilosen Zimmermann Albert Werlitz, der zu Beginn der Zeit des Nationalsozialismus wegen regimefeindlicher Äußerungen verhaftet wurde und im Gefängnis von Gommern den Tod fand. Auch ein Straßenname erinnert an ihn, während eine Gedenktafel am Rathausportal verschwunden ist.

## Wirtschaft und Infrastruktur

### Verkehr
In Möckern kreuzen sich die Bundesstraßen 246 (Königsborn–Bad Belzig) und 246a (Burg–Schönebeck). Die Bundesautobahn 2 ist nach zehn Kilometern an der Anschlussstelle Burg-Ost erreichbar.
Der Bahnhof Möckern (bei Magdeburg) lag an der Bahnstrecke Magdeburg–Loburg. Der Verkehr wurde 2011 eingestellt.
Das Ultraleichtfluggelände Möckern liegt etwa 3,5 km nordwestlich des Zentrums von Möckern.

### Bildung
In der Stadt Möckern gibt es folgende Bildungseinrichtungen:
- Grundschule Möckern im Schloss der Stadt
- Sekundarschule in einem einstöckigen Schulgebäude (Lochower Weg 3)
- In Friedensau befindet sich die Theologische Hochschule Friedensau, die einzige Hochschule im Landkreis Jerichower Land.
- Bildungs- und Technologiezentrum des Kfz-Gewerbes GmbH

## Persönlichkeiten

### Söhne und Töchter der Stadt
- Joachim von Beust (1522–1597), Jurist im Kurfürstentum Sachsen
- Carl Mücke (1815–1898), in Büden geborener deutsch-australischer Reformpolitiker, Pastor und Zeitungsverleger
- Hilmar vom Hagen (1835–1900), Rittergutsbesitzer und Mitglied im Preußischen Herrenhaus
- Robert Kleinau (1846–1921), Architekt und Baubeamter in Berlin
- Aga Gräfin vom Hagen (1872–1949), Malerin, Autorin und Kunstmäzenin
- Siegfried Luther (* 1944), im Ortsteil Klepps geborener Manager

### Persönlichkeiten, die in Möckern wirken, wirkten oder verstarben
- Friedrich von Kurowski-Eichen (1780–1853), Schriftsteller, Erfinder und Offizier
- Marlis Gräfin vom Hagen (1911–2007), ehemaliges M.d.B, lebte zuletzt in Möckern-Friedensau
- Udo Rönnecke (* 1947), Landtagsabgeordneter (CDU) und Bürgermeister in Möckern
- Joachim Streich (1951–2022), Fußballspieler und -trainer, lebte zuletzt in Möckern